# Boboluszki
Boboluszki (cz. Bobolusky, niem. Boblowitz) – wieś w Polsce położona w województwie opolskim, w powiecie głubczyckim, w gminie Branice, na granicy z Czechami.

## Nazwa
Czeska nazwa miejscowości może pochodzić od zdrobniałego imienia  Bobola, które to pochodzi z kolei od słowa bob oznaczającego fasolę.
W alfabetycznym spisie miejscowości na terenie Śląska wydanym w 1830 roku we Wrocławiu przez Johanna Knie miejscowość występuje pod polską i czeską nazwą Bobolusk oraz nazwą zgermanizowaną Boblowitz. Ze względu na słowiańskie pochodzenie nazwy 12 czerwca 1936 r. w miejsce zgermanizowanej nazwy Boblowitz nazistowska administracja III Rzeszy wprowadziła nową, całkowicie niemiecką nazwę Hedwigsgrund.

## Geografia
Boboluszki położone są na Płaskowyżu Głubczyckim (wchodzącym w skład Niziny Śląskiej) nad rzeką Opawą. Między miejscowościami Boboluszki i Branice znajduje się wzniesienie Plechowa Góra (328 m n.p.m.; niem. Plechowa Berg), najwyższa góra Płaskowyżu Głubczyckiego, na której wcześniej stała wieża triangulacyjna. Leży na terenie Nadleśnictwa Prudnik (obręb Prudnik).

## Historia

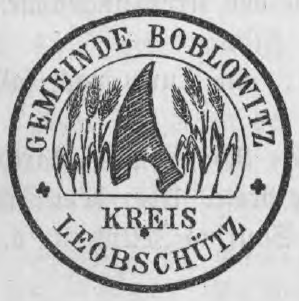
Dawny herb Boboluszek

Historycznie miejscowość leży na tzw. polskich Morawach, czyli na obszarze dawnej diecezji ołomunieckiej. Po raz pierwszy wzmiankowane zostały w 1289 roku jako Boboluski, kiedy to należała do wydzielonego w 1269 z Moraw czeskiego księstwa opawskiego.
Po wojnach śląskich znalazła się w granicach Prus i powiatu głubczyckiego. Pierwotnie była zamieszkała przez tzw. Morawców, z czasem coraz większa część mieszkańców była niemieckojęzyczna. W 1910 jeszcze 48% mieszkańców posługiwało się czeskimi gwarami laskimi. Do głosowania podczas plebiscytu na Górnym Śląsku uprawnione były w Boboluszkach 483 osoby, z czego 337, ok. 69,8%, stanowili mieszkańcy (w tym 303, ok. 62,7% całości, mieszkańcy urodzeni w miejscowości). Oddano 472 głosy (ok. 97,7% uprawnionych), w tym 472 (100%) ważne; za Niemcami głosowało 470 osób (ok. 99,6%), a za Polską 2 osoby (ok. 0,4%). W granicach Polski od końca II wojny światowej. Po drugiej wojnie światowej Morawców uznano za ludność polską i pozwolono im pozostać. Po 1956 nastąpiła fala emigracji do Niemiec.
W latach 1945–1970 stacjonowała w Boboluszkach strażnica Wojsk Ochrony Pogranicza.

## Zabytki
Do wojewódzkiego rejestru zabytków wpisane są:
- zespół dworski, z XIX wieku:
  - spichrz
  - stodoła, (nie istnieje)
- park.

## Transport
W Boboluszkach znajduje się drogowe miejsce przekraczania granicy Boboluszki – Skrochovice z Czechami (most przez rzekę Opawę).

## Osoby urodzone w Boboluszkach
- Anton Raida (1856–?), malarz i konserwator, ojciec Friedricha Karla Raidy (1888–1981) i Julia Jana Raidy (1896–1945)[11][12].